# Hit The Lights
Hit The Lights — первая песня американской трэш-метал-группы Metallica, вошедшая в их дебютный альбом Kill 'Em All (1983). Это также первая песня, которую написали, записали, выпустили и исполнили вживую Джеймс Хетфилд и Ларс Ульрих, основатели группы. Песня была вдохновлена идеями, которые Хетфилд принёс из своей предыдущей группы Leather Charm, и с помощью Ульриха они создали «Hit The Lights».
Песня имеет быстрый и агрессивный ритм, характерный для трэш-метала, и содержит несколько гитарных соло. Текст песни отражает металлический образ жизни, полный энергии, страсти и безумия. Открывающая строка песни «No life 'til leather» также являлась названием первого официального демо группы. Песня получила положительные отзывы от критиков и фанатов, и часто исполняется группой на концертах.

## История
Первая версия песни «Hit The Lights» была записана в 1982 году для сборника «Metal Massacre», выпущенного лейблом Metal Blade Records. На этой записи Хетфилд играл на ритм-гитаре и бас-гитаре, а Ульрих на ударных. Соло-гитара была записана Ллойдом Грантом, другом Ульриха. Вокал Хетфилда был более высоким и менее суровым, чем на последующих записях.
Вторая версия песни была записана в 1983 году для демо-альбома «No Life 'til Leather», на котором уже присутствовали Dave Mustaine на соло-гитаре и Ron McGovney на бас-гитаре. Эта версия была более длинной и имела другое соло Мастейна. Вокал Хетфилда стал более низким и грубым.
Третья и окончательная версия песни была записана в мае 1983 года для альбома «Kill 'Em All», на котором Мастейна и Макговни заменили Kirk Hammett и Cliff Burton соответственно. Эта версия была сокращена и имела новое соло Хамметта. Песня также была выпущена в качестве сингла в 1983 году лейблом Megaforce Records.

## Композиция
Песня начинается с звука взрыва, за которым следует быстрый рифф на ритм-гитаре. Затем вступает ударная секция, а после неё вокал Хетфилда. Припев песни состоит из повторения фразы «Hit the lights», которая означает «включить свет» или «начать шоу». После первого припева следует соло Хэмметта, а после второго — соло Хетфилда. После третьего припева песня заканчивается ещё одним соло Хэмметта.
Текст песни говорит о том, что музыканты живут ради метала и готовы дать всё от себя на сцене. Они знают, что их фанаты безумны и хотят видеть их в действии. Они также говорят о том, что у них есть смертельная сила, которая вызывает «сладкую боль» у слушателей.

## Рецепция
Песня «Hit The Lights» получила в основном положительные отзывы от критиков и фанатов. Многие считают её одной из лучших и влиятельных песен в истории трэш-метала. Например, сайт Songfacts назвал её «первой песней трэш-метала, которая дала начало целому жанру». Сайт Ultimate Metallica отметил, что песня «показывает, как Metallica стала одной из самых мощных и инновационных групп в мире метала».
Песня также часто включается в концертные сет-листы группы. Она была исполнена на первом живом выступлении Metallica в марте 1982 года в Анахайме, Калифорния. Она также была исполнена на историческом концерте «Big 4» в Софии, Болгария в 2010 году, где Metallica выступила вместе с другими трёмя великими группами трэш-метала: Megadeth, Slayer и Anthrax.
[Hit The Lights by Metallica — Songfacts](https://www.songfacts.com/facts/metallica/hit-the-lights) [‘Hit the Lights’ — Story Behind the Song — Ultimate Metallica](https://ultimatemetallica.com/hit-the-lights-story-behind-the-song/) [Metallica Song Catalog: Hit the Lights | Metallica.com](https://www.metallica.com/songs/hit-the-lights.html)